# Talissieu
Talissieu ist eine französische französische Gemeinde mit 514 Einwohnern (Stand 1. Januar 2022) im Département Ain in der Region Auvergne-Rhône-Alpes. Sie gehört zum Kanton Plateau d’Hauteville im Arrondissement Belley.

## Geographie
Talissieu liegt auf 250 m, etwa zwölf Kilometer nördlich der Stadt Belley und 53 Kilometer südöstlich der Präfektur Bourg-en-Bresse (Luftlinie). Das Dorf erstreckt sich im südöstlichen Bugey, im Tal des Séran am Südfuß des Grand Colombier, am Rand des ausgedehnten Moorgebietes Marais de Lavours.
Die Fläche des 4,80 km² großen Gemeindegebiets umfasst einen Abschnitt des Bugey. Der Hauptteil des Gebietes wird von der rund 1,5 Kilometer breiten, flachen Talebene des Séran eingenommen, der von Nordwesten nach Südosten zur Rhone fließt. Er tritt südöstlich von Talissieu in die weite Sumpfebene des Marais de Lavours ein. Im Süden reicht der Gemeindeboden bis an den Rand des Plateaus von Ceyzérieu (bis 320 m). Nach Norden erstreckt sich das Gemeindeareal über den steilen Hang, welcher den südlichen Abschluss des Jurakamms des Grand Colombier bildet. An diesem Hang wird mit 574 m die höchste Erhebung von Talissieu erreicht.
Zu Talissieu gehören neben dem eigentlichen Ort auch verschiedene Weiler und Gehöfte, darunter:
- Marlieu (239 m) in der Talebene des Séran
- Ameyzieu (260 m) auf einem Schwemmkegel eines Seitenbachs des Séran am Fuß des Grand Colombier

Nachbargemeinden von Talissieu sind Arvière-en-Valromey im Norden, Béon im Osten, Ceyzérieu im Süden sowie Artemare und Valromey-sur-Séran im Westen.

## Geschichte
Das Gemeindegebiet von Talissieu war schon sehr früh bewohnt. Bei Ameyzieu wurden Überreste von einer römischen Siedlung und Inschriften gefunden.
Im späten 11. Jahrhundert gelangte das Gebiet in den Besitz des Klosters Nantua, das hier ein Priorat gründete. Im Mittelalter stand Talissieu unter der Oberhoheit der Grafen von Savoyen. Mit dem Vertrag von Lyon kam das Dorf im Jahre 1601 an Frankreich. Zu einer Gebietsveränderung kam es 1883, als die vorher selbständige Gemeinde Ameyzieu nach Talissieu eingemeindet wurde.

## Bevölkerung
| Jahr                       | 1962 | 1968 | 1975 | 1982 | 1990 | 1999 | 2010 | 2021 |
| -------------------------- | ---- | ---- | ---- | ---- | ---- | ---- | ---- | ---- |
| Einwohner                  | 351  | 343  | 317  | 317  | 401  | 402  | 425  | 519  |
| Quellen: Cassini und INSEE |      |      |      |      |      |      |      |      |

Mit 514 Einwohnern (Stand 1. Januar 2022) gehört Talissieu zu den kleinen Gemeinden des Départements Ain. Nachdem die Einwohnerzahl in der ersten Hälfte des 20. Jahrhunderts deutlich abgenommen hatte, wurde seit Beginn der 1980er Jahre wieder ein Bevölkerungswachstum verzeichnet. Die Ortsbewohner von Talissieu heißen auf Französisch Tarcholand(e)s.

## Sehenswürdigkeiten
An der Stelle des ehemaligen Priorats steht die im 19. Jahrhundert im Stil der Neugotik erbaute Kirche Saint-Christophe. Daneben sind Überreste des Benediktinerpriorats erhalten, darunter das Priorhaus, das im 17. Jahrhundert wiederaufgebaut wurde. Talissieu zeichnet sich durch ein malerisches Ortsbild mit engen Gassen und alten Häusern, deren Ursprung teilweise bis auf das 14. Jahrhundert zurückgeht, aus. Am Hang östlich des Dorfes erhebt sich das Château Froid, das im 14. Jahrhundert als Weingut errichtet und im 17. Jahrhundert umfassend restauriert und umgestaltet wurde.
In Ameyzieu steht die Kapelle Saint-Blaise, die im 17. Jahrhundert erbaut und im 19. Jahrhundert verändert wurde. Ebenfalls sehenswert sind das Maison Collomb und eine ehemalige Mühle. Bei Marlieu befindet sich das im 19. Jahrhundert umgestaltete Schloss der Familie La Batie.

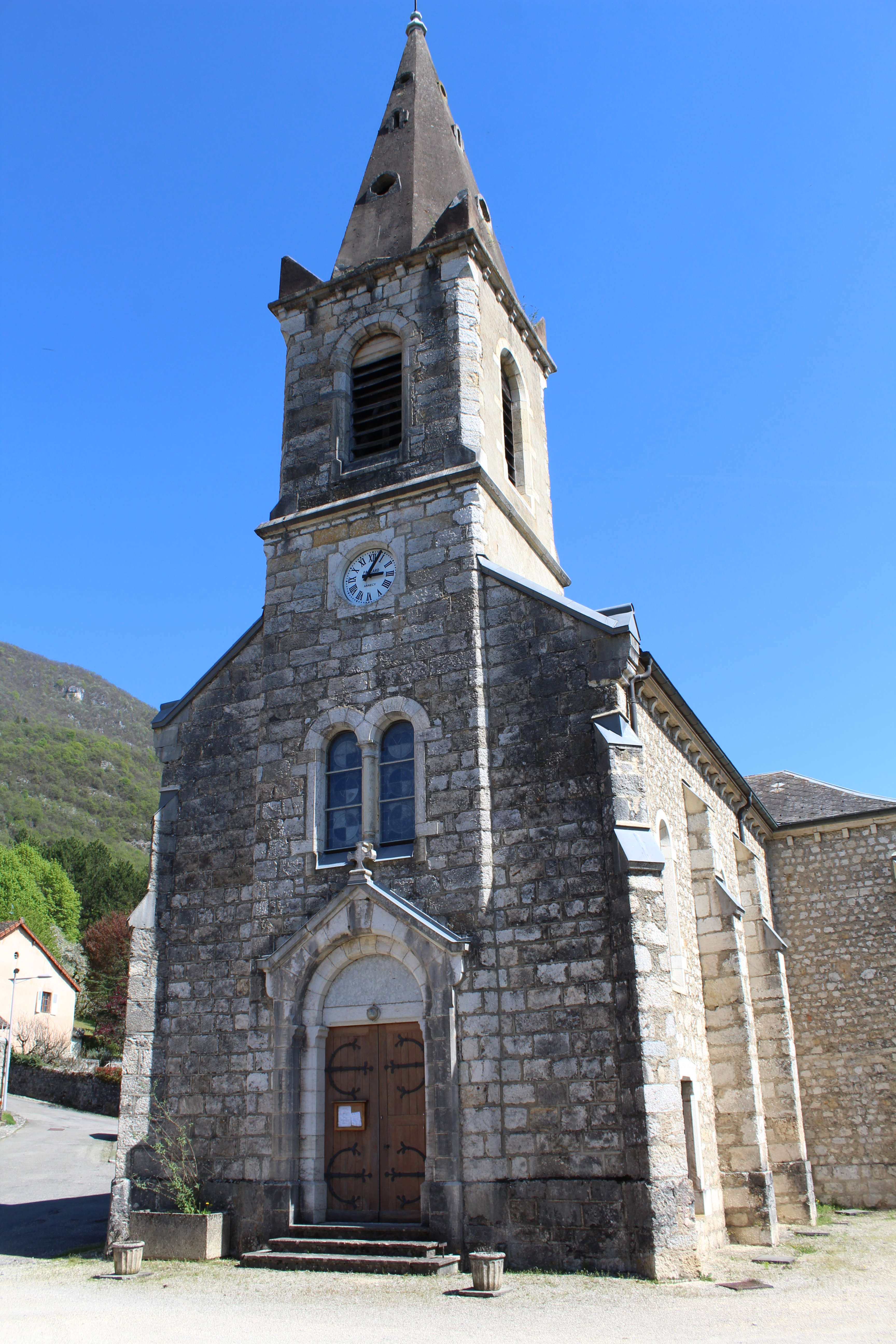
Kirche Saint-Christophe
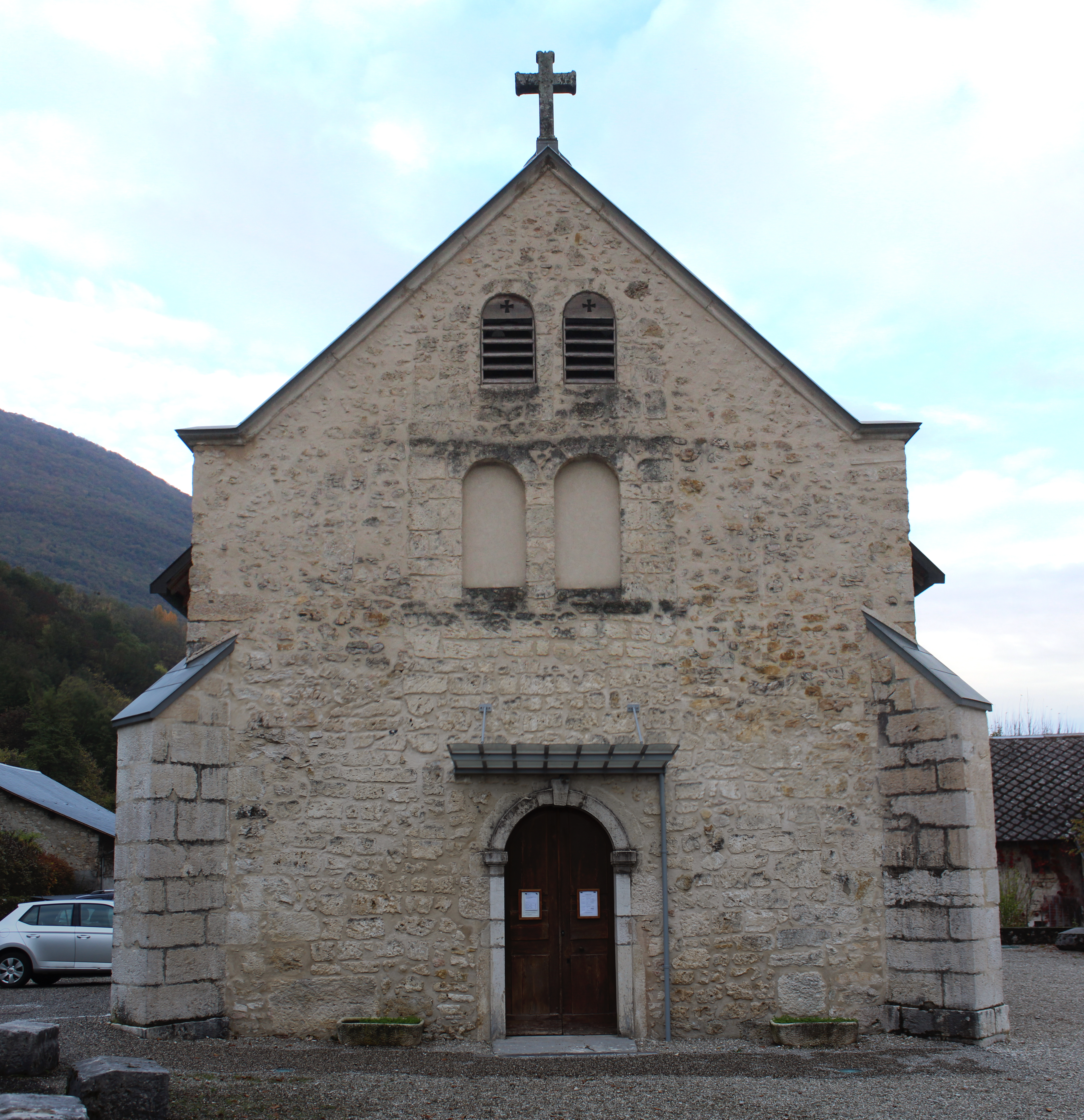
Kapelle Saint-Blaise im Ortsteil Ameyzieu
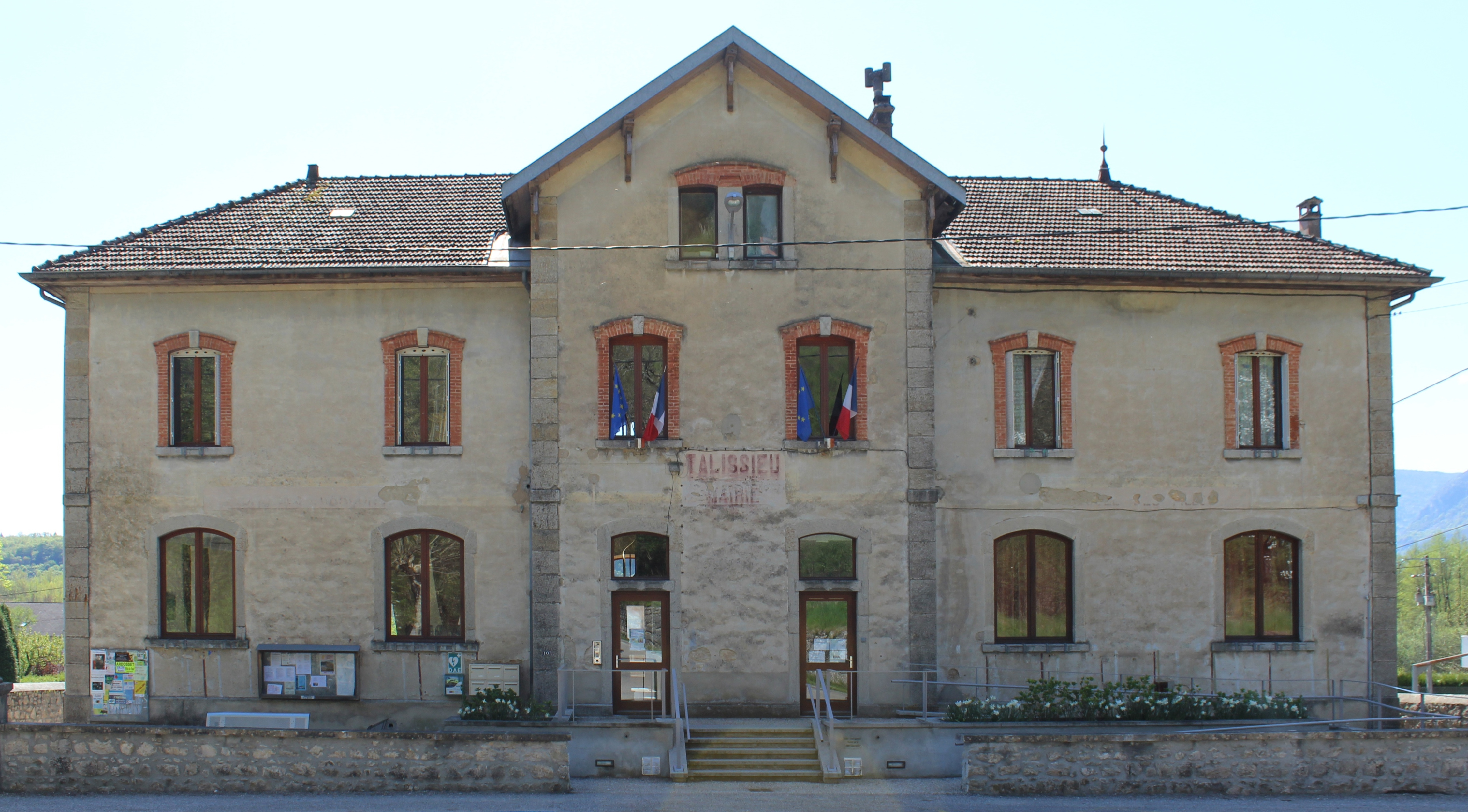
Rathaus (mairie)
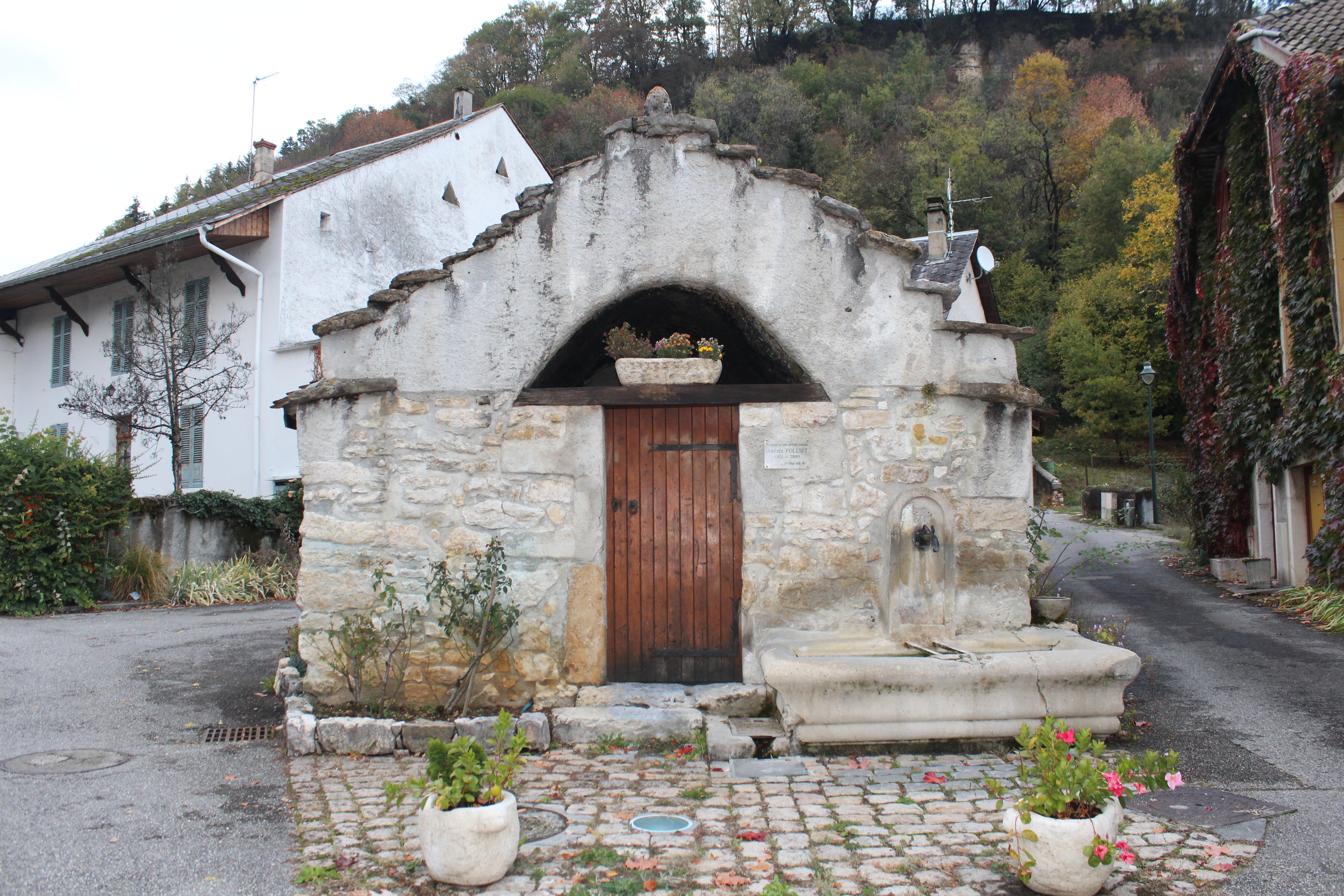
Öffentlicher Brotbackofen
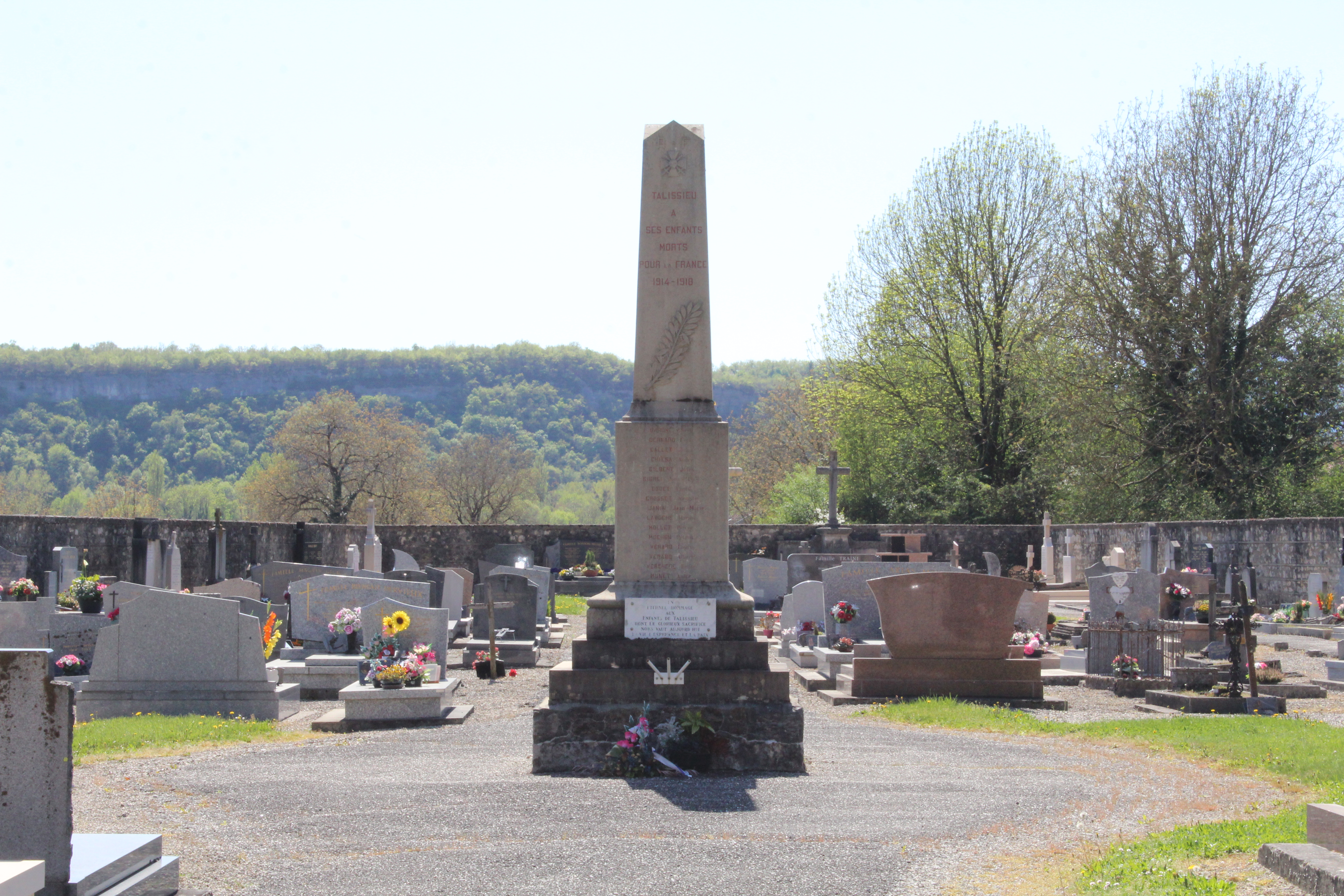
Gefallenendenkmal

## Wirtschaft und Infrastruktur
Talissieu war bis weit ins 20. Jahrhundert hinein ein vorwiegend durch die Landwirtschaft geprägtes Dorf. Noch heute spielt der Weinbau an den Hängen nördlich von Talissieu eine Rolle als Einnahmequelle der Einheimischen. Die Lagen gehören zur geschützten Herkunftsbezeichnung Bugey. Daneben gibt es einige Betriebe des lokalen Kleingewerbes. Mittlerweile hat sich das Dorf auch zu einer Wohngemeinde gewandelt. Zahlreiche Erwerbstätige sind Wegpendler, die in den größeren Ortschaften der Umgebung ihrer Arbeit nachgehen.
Die Ortschaft ist verkehrsmäßig recht gut erschlossen. Sie liegt an der Departementsstraße D904, die von Ambérieu-en-Bugey nach Aix-les-Bains führt. Weitere Straßenverbindungen bestehen mit Ceyzérieu und Chavornay.
In Talissieu befindet sich eine staatliche Grundschule (école élémentaire).